# كلاودينيو
كلاودينهو (28 يناير 1997 بساو فيسنتي، ساو باولو في البرازيل - ) هو لاعب كرة قدم برازيلي في مركز الهجوم. لعب مع نادي كورينثيانز.

## روابط خارجية
- كلاودينهو على موقع الاتحاد الأوربي (الإنجليزية)
- كلاودينهو على موقع قاعدة بيانات كرة القدم.إي يو (الإنجليزية)
- كلاودينهو على موقع Soccerway.com (الإنجليزية)
- كلاودينهو على موقع عالم كرة القدم.نت (الإنجليزية)
- كلاودينهو على موقع اللجنة الأولمبية الدولية (الإنجليزية)
- كلاودينهو على موقع أوليمبيديا (الإنجليزية)